# Караджов камък
Местността и едноименният връх Караджов камък се намират в непосредствена близост до село Мостово в Западните Родопи.
Представлява високо скално плато (връх с височина 1448 m), в чиито отвесни стени се е образувал естествен тесен улей, в който е заклещен огромен камък – т. нар. Караджов камък. Територията на едноименното скално плато е обявена за защитена местност със Заповед № РД 1015 от 6 август 2003 г. По време на археологическо проучване, ръководено от д-р Иван Христов (НАИМ при БАН) през 2003 г. е установено, че Караджов камък е изпълнявал функцията на светилище през ранната желязна епоха и късната античност.

## Описание и особености
Връх Караджов камък (1448 m н.в.) е разположен в най-югоизточната част на рида Градище в Родопите. Мястото представлява високо скално плато със стръмни отвесни скали, високи над 100 m. Платото заема площ от 4550 m². По цялото плато има десетки ями с естествен произход, но дообработени от човешка ръка. Единственият подход към платото е от югозапад през скален процеп, наречен от местните Боаза (Процеп). Процепът е висок 18 m и в горната му част се забелязват около 10 издълбани стъпки, силно измити от течащите дъждовни води.
Първите археологически проучвания на платото са осъществени едва през 2004 г. от екип на археолога д-р Иван Христов. Три сондажа са разположени в ниските части, между изпъкнали над околния терен скали. Установено е, че между скалите, върху които са издълбани улеи и ями, ритуално са били полагани огромно количество фрагменти от керамични съдове. Керамиката, намерена на обекта, е датирана от археолозите към втората фаза на ранната Желязната епоха (VIII – VI в. пр. Хр.).
Христов датира съществуването на светилището основно в два периода – първият в ранножелязната епоха, а вторият – от края на III в. до началото на IV в. (благодарение на нумизматичен материал, намерен край обекта). Разположението на светилището в района на Белинташ, обаче сочи по-ранна датировка, още в Новокаменната епоха и по-късното му преизползване от траките.
Както и при други древни светилища, тук се наблюдават няколко нива. Първото ниво се нарича Долна култова площадка, следват издълбани стъпала – преход към по-високата част, където в скалите има изсечени малки дупки.
Караджов камък е преди всичко впечатляващ скален феномен, обграден от прекрасната природа на резервата Кормисош. Достъпът до горната част на скалата е подсигурен от метален парапет и дървена стълба, минава се точно под камъка. Последните няколко стъпала са изсечени от траките – това не прави впечатление на всеки, защото са изветрени, а и има много други неща, които привличат вниманието. Изкачването е доста стръмно и трябва да се внимава. Гледката от върха на платото е невероятна – откриват се полегатите била на близките и далечни родопски местности – Белинташ, Кръстова гора, вижда се и местността на хижа „Марциганица“. Слизането е по същия път с парапета, защото останалите стени на платото са отвесни.
Поради факта, че до тази забележителност се достига само след пешеходен преход и е обявена за защитена местност, природата е запазена непокътната. Маршрутът дотам минава на места по билото, което открива красиви панорамни гледки.
Прочуванията на платото са осъществени през 2004 г. от екип на археолога Иван Христов. Три сондажа са разположени в ниските части, между изпъкнали над околния терен скали. Установено е, че между скалите, върху които са издълбани улеи и ями, ритуално са били полагани огромно количество фрагменти от керамични съдове. Керамиката намерена на обекта е датирана от археолозите към втората фаза на ранната желязна епоха (VIII – VI век пр. Хр.).
Христов датира съществуването на светилището основно в два периода – първият в ранножелязната епоха, а вторият – от края на III в. до началото на IV в. (благодарение на нумизматичен материал намерен край обекта).

## Свързаност с други археологически обекти
Близостта на Кръстова гора и фактът, че в околния периметър на веригата от планински била, археолозите са картотекирали поне пет древни светилища, някои от които са функционирали едновременно, прави връзката между култовите места повече от косвена или случайна. В непосредствена близост се намират: скалният феномен-светилище Белинташ; кромлехът до връх Турската куля и светилищата на връх Хайдут кая и местностите Ин кая и Къз кая.
Според археолозите Борислав Бориславов и д-р Иван Христов районът може да се разглежда като голям комплекс от култови места и светилища, които в различни периоди са били повече или по-малко активни.
Белинташ е проучван през 80-те години на ХХ в. от екип археоастрономи, които благодарение на своите публикации го правят популярен в българската археологическа наука. Според археоастрономите платото представлява голямо древно тракийско скално светилище (древна слънчева обсерватория), предназначено за целите на конкретни земеделски и религиозни дейности.
През 2003 г. българският археолог Иван Христов организира ограничени сондажи посредством които се установява наличието на материал от каменно-медната епоха (V хил. пр. Хр.), късната бронзова епоха, ранножелязната, елинистическата и римската епоха. Благодарение на това кратко проучване археолозите окончателно констатират, че Белинташ е служел за светилище, което е функционирало в продължение на хилядолетия.
Светилището в местността Хайдут кая е разположено западно от махала Ряката (землище на с. Мостово). Върхът представлява скално плато с отвесни скали от всички страни. Платото е наклонено на север и е достъпно благодарение на стар път от североизточната страна. В най-високата южна част на върха са документирани изсечени скални ями и фрагменти от тракийска керамика, които свидетелстват за наличието на култово място сред скалите.
Светилището в местността Ин Кая (Синята скала) е регистрирано при теренно проучване през 2003 г. Обектът се намира на около 4 km източно от с. Врата (по пътя за с. Три могили) и представлява висок около 6 m скален масив, доминиращ в района на Тополовски проход. На върха на скалата са изсечени 4 ями с кръгла форма и диаметър от около 0,30 cm, които вероятно са служили за поставяне на дървена конструкция, която затваряла голям естествен отвор в скалата. Местността е осеяна на места с фрагментирана тракийска керамика, но задълбочени археологически проучвания все още не са правени.
Кромлехът в местността Турската куля е разположен в близост до Тополовския проход. Местоположението му е на югозападната страна на върха Турската Куля, където е изграден кромлехът с диаметър 15 m. За градежа са използвани масивни каменни блокове с правоъгълна форма, побити в земята около ниска скала. Най-добре запазена е западната страна на обекта, където са запазени десет от каменните блокове. Близо до центъра на съоръжението е открита керамика от I в. пр. Хр.
Най-близък по форма и разположение е кромлехът при с. Долни Главанак.
Според Любомир Цонев съоръжението би трябвало да се определя като мегалитоподобен каменен кръг, понеже не е образуван от забити в кръг раздалечени колоноподобни блокове-менхири, както при класическите кромлехи, а от забити вертикално в кръг огромни плочи, опиращи се по страничните си ръбове.
Кромлехът не се поддържа и е обрасъл в паразитна растителност, но части от него се виждат над земята.
Всички гореописани обекти попадат в един обособен микрорайон, чийто култов център вероятно е било светилището Белинташ. Към цялостната поселищна картина в тази част на планината археологът Иван Христов добавя и тракийското селище в м. Чортова махала, няколко единично разположени надгробни могили в околностите на с. Три могили и пещерата Топчика (намираща се в долината на р. Сушица), за която се допуска, че е използвана за култови нужди.

## Фотогалерия
- Поглед към подножието през арката
- Към пътеката
- Мегалитният валун
- Ритуална ямка

## Предания и легенди
Народната легенда свързана с Караджов камък разказва за Караджа войвода от станимашкото село Яврово. Комитът пазел населението на околните села от набезите на турците и редовния башибозук. Легендата за славния хайдутин има няколко варианта, като единият гласи, че войводата много се разгневил на шайка башибозуци, които отвлекли красивата девойка Драгана. Замъкнали я на върха отсреща и се гаврили с нея до смърт. Оттогава лобното място на момичето носи името връх Драганица. Зачакал Караджа войвода време за мъст и след няколко дни чул, че шайка башибозук гуляе в близкото село Мостово. Събрал четата, нападнал и избил 25 османлии. Оставил само един жив и го проводил при валията на Пловдив да му съобщи, че българите от Станимашко вече няма да търпят зверствата на башибозука. Това обаче разгневило валията и той пратил редовен аскер. Обградили турците скалата и след неравен бой избили четата, паднал мъртъв и Караджа войвода. Оттогава камъкът носи името му.
Съществува и друга народна мълва която разказва, че преди да умре, войводата заровил някъде под камъка голямо съкровище. Местните хора избягват да обсъждат Караджов камък, защото според тях мястото носи нечиста енергия, а заровеното съкровище на убития войвода носи лоша поличба, ето защо възрастните хора редовно съветват туристите, ако случайно се натъкнат на имането да захвърлят златото и да бягат, за да не ги сполети зло или проклятие, наречено за друг.
Популярна градска легенда свързана с Караджов камък, е че огромният гранитен къс е спуснат от НЛО и вероятно е бил част от съпътстващата инфраструктура на космическата площадка, част от която е и съседното скално плато Белинташ.